# Hate Forest
Gli Hate Forest sono un gruppo musicale black metal ucraino fondato nel 1995 da Roman Saenko e Thurios, entrambi membri dei Drudkh. La band si è sciolta nel 2007 per riformarsi nel 2019.

## Lo stile
Il complesso suonava un black metal grezzo con il cantato in growl ed elementi ambient; come spesso accade in questo genere, i testi si rifacevano a tematiche come odio e anticristianesimo anche se non mancavano influenze dalla mitologia slava.

## Membri
- Roman Saenko - chitarra, basso, batteria, voce
- Thurios - chitarra, voce

## Ex membri
- Khaoth - batteria

## Discografia
Album in studio
- 2001 - The Most Ancient Ones
- 2003 - Purity
- 2003 - Battlefields
- 2005 - Sorrow
- 2020 - Hour Of The Centaur
- 2022 - Innermost

Demo
- 1999 - Scythia
- 2000 - The Curse
- 2001 - The Gates
- 2007 - Temple Forest

EP
- 2000 - Darkness
- 2001 - Blood & Fire
- 2001 - Ritual
- 2002 - To Those Who Came Before Us
- 2004 - Resistance
- 2020 - Celestial Wanderer

Raccolte
- 2003 - To Twilight Thickets
- 2005 - Nietzscheism